# カジミェシュ・クッツ
カジミェシュ・クッツ （Kazimierz Julian Kutz, 1929年2月16日 - 2018年12月18日） は、ポーランドの映画監督、政治家。

## 来歴
1929年2月16日、シロンスク県カトヴィツェで生まれた。第二次世界大戦後、ムィスウォヴィツェのギムナジウムを卒業。1949年にはウッチ映画大学に入学。1953年に初の短編『Słowo honoru』を製作し、翌1954年に同校を卒業した。その後、アンジェイ・ワイダやイェジー・カヴァレロヴィチの元で助監督を務めた。
1959年、初の長編『Krzyż walecznych』を発表。翌1960年の実験映画『沈黙の声』は上映禁止処分を受け、長年に渡って国内外で上映されることはほとんどなかったが、現在ではポーランド派を代表する作品の一つと評価されている。翌1961年の群像劇『列車の中の人々』はロカルノ国際映画祭で銀帆賞を受賞した。1963年の『沈黙』は第24回ヴェネツィア国際映画祭に出品された。
1970年、故郷シロンスクを舞台にした『Sól ziemi czarnej』を発表。1972年の『Perła w koronie』は第25回カンヌ国際映画祭に出品され、ミラン国際映画祭で作品賞を受賞した。1980年の『Paciorki jednego różańca』はカルロヴィ・ヴァリ国際映画祭で審査員特別賞を受賞した。これら3作品は故郷を舞台にした「シロンスク三部作」として知られる。
1972年には映画製作会社シロンスクを設立した。1981年からはテレビ映画も手がけるようになった。また、同年には連帯運動に対して敷かれた戒厳令によって、一時当局に拘束された。1997年から2007年までは上院議員として活動した。

## 作品
- Słowo honoru （1953年） 短編
- Krzyż walecznych （1959年）
- Jesienny dzień （1959年）
- 沈黙の声 Nikt nie woła （1960年）
- 列車の中の人々 Ludzie z pociągu （1961年）
- Tarpany （1962年）
- 沈黙 Milczenie （1963年）
- Upał （1964年）
- Ktokolwiek wie... （1966年）
- Skok （1969年）
- Sól ziemi czarnej （1970年）
- Perła w koronie （1972年）
- Linia （1975年）
- Znikąd donikąd （1975年）
- Paciorki jednego różańca （1980年）
- Mecz （1981年）
- Na straży swej stać będę （1984年）
- Wkrótce nadejdą bracia （1986年）
- Opowieści Hollywoodu （1987年） テレビ映画
- Samobójca (1988年)　テレビ映画
- Do piachu... （1989年） テレビ映画
- Kolacja na cztery ręce （1990年） テレビ映画
- Straszny sen Dzidziusia Górkiewicza （1994年）
- Zawrócony （1994年） テレビ映画
- Śmierć jak kromka chleba （1994年）
- Ziarno zroszone krwią （1994年） テレビ映画
- Antygona w Nowym Jorku （1994年） テレビ映画
- Pułkownik Kwiatkowski （1996年）
- Emigranci　テレビ映画 （1995年）
- Sława i chwała （1998年） テレビシリーズ
- Twórcy obrazów （2000年）
- Wielebni （2001年）
- Dzień Podróżny （2004年）